# Uperodon obscurus
Espèce
Synonymes
- Callula obscura Günther, 1864
- Ramanella obscura (Günther, 1864)

Statut de conservation UICN

 NT  : Quasi menacé
Uperodon obscurus est une espèce d'amphibiens de la famille des Microhylidae.

## Répartition
Cette espèce est endémique de Sri Lanka. Elle se rencontre dans plusieurs zones isolées, notamment dans la réserve forestière de Sinharâja, les monts Knuckles, les environs de Namunukula et de Udwattakele. Elle est présente entre  460 et 1 220 m d'altitude,.

## Description
Uperodon obscurus a le dos brun taché de noir. Son ventre est brun taché de blanchâtre.

## Publication originale
- Günther, 1864 : The reptiles of British India, p. 1-452 (texte intégral).